# Titanes de Morovis
I Titanes de Morovis sono stati una società cestistica avente sede a Morovis, a Porto Rico. Fondati nel 1977, hanno giocato nel campionato portoricano. Si sono sciolti nel 2006.

## Palmarès
- Campionati portoricani: 1

1987